# A mente fredda
A mente fredda (The Coldest Game, in polacco: Ukryta gra) è un film del 2019 diretto da Łukasz Kośmicki.
Film di spionaggio polacco in lingua inglese con protagonista Bill Pullman.
Fu l'ultimo film prodotto da Piotr Woźniak-Starak, morto in un incidente in barca poco prima della première.

## Trama
All'epoca della guerra fredda, Joshua Mansky è un brillante matematico di mezza età nonché un ex campione di scacchi. Alcolizzato e licenziato da Princeton, dove insegnava, per una rissa, si è ridotto a guadagnare giocando a carte nel bar vicino a casa.
Viene trascinato nel mondo dello spionaggio e del conflitto tra le superpotenze quando, alla vigilia della crisi dei missili di Cuba, viene rapito dai servizi segreti americani e costretto a competere in un torneo di scacchi contro il campione sovietico Alexander Gavrylov nella capitale polacca, Varsavia. Stati Uniti e Unione Sovietica hanno, infatti, programmato una partita tra due gran maestri di scacchi, in rappresentanza dei due paesi: Gavrylov per i sovietici e Koninsberg per gli americani. Il gran maestro americano, però, viene trovato morto, forse avvelenato dai sovietici. Sfruttando una clausola che prevede la possibilità di scegliere un sostituto, la scelta ricade su Mansky, che nel passato aveva sconfitto Koninsberg.
Ad un certo punto, dopo che uno degli agenti americani al seguito di Mansky viene ucciso dai sovietici, Mansky apprende che la sua partita a scacchi è in realtà parte di un confronto molto più grande, combattuto tra i servizi segreti statunitensi e sovietici, per individuare ed eliminare spie di alto livello nascoste all'interno degli entourage ammessi al torneo. Tra i partecipanti c'è, infatti, un ufficiale sovietico che cerca invano l'opportunità di fornire agli americani informazioni essenziali sulle capacità e le intenzioni sovietiche a Cuba.
Il eccentrico e l'alcolismo di Mansky si rivelano in parte dovuti alla sua genialità, con l'alcol che rallenta la sua funzione cerebrale abbastanza da farla funzionare più normalmente, così come alla persistente  legata alla sua precedente collaborazione con Robert Oppenheimer al Progetto Manhattan.
Ubriaco o sobrio, fiducioso o paranoico, Mansky vince alcune partite di scacchi ma ne perde altre per nulla. Diffida dei suoi accompagnatori statunitensi e fa amicizia con un collega alcolizzato e direttore del Palazzo della Cultura e della Scienza, che condivide la sua esperienza personale di influenza sovietica sulla Polonia comunista e vede il Patto di Varsavia come una continuazione dell'occupazione nazista. Mansky ruba la vodka quando possibile, si intrufola nelle fogne di Varsavia e assiste a molteplici e improvvise morti violente dei partecipanti al torneo di scacchi, mentre cerca di conciliare la sua coscienza umana con le esigenze dei giochi più grandi di lui a cui è vincolato.

## Produzione
Le riprese si sono svolte da febbraio ad aprile 2018 a Varsavia. William Hurt, originariamente scelto per interpretare il ruolo di Joshua Mansky, ha subito un incidente mentre tornava dal set cinematografico nel suo appartamento, a pochi giorni dall'inizio riprese, ed è stato sostituito da Bill Pullman.